# Pelsiner See
Der Pelsiner See ist ein Gewässer in Pelsin, einem Ortsteil der Stadt Anklam im Landkreis Vorpommern-Greifswald in Mecklenburg-Vorpommern.
Der See liegt östlich des Gemeindezentrums inmitten einer landwirtschaftlich genutzten Fläche in einem Waldgebiet. Das Ufer ist weitgehend bewachsen. Nördlich liegt der Anklamer Ortsteil Gellendin, südöstlich der Ortsteil Dargibell der Gemeinde Neu Kosenow. Das Gewässer wird durch zwei Wege von Westen her erschlossen, die nach Pelsin führen. Am nordöstlichen Ufer ist eine Badestelle.
2012 wurde der See renaturiert und ein Abflussgraben freigelegt, um den Wasserstand kontrollieren zu können. Dieser war 2015 verstopft und führte dazu, dass die Anwohner den See über einen längeren Zeitraum nicht nutzen konnten.
Der See ist an seiner längsten Stelle 565 Meter breit und bis zu 361 Meter lang. Dies ergibt eine Uferlänge von rund 2200 Meter sowie eine Fläche von rund 15,2 Hektar. Die maximale Tiefe beträgt 6,3 Meter, die mittlere Seetiefe 2,8 Meter.
Der See ist eutroph. In seinem Umfeld leben der Höckerschwan, der Teichrohrsänger, die Reiherente sowie die Tafelente.